# 筧利夫
筧 利夫（かけい としお、1962年8月10日 - ）は、日本の俳優。
静岡県浜松市中央区出身。スタッフ・テン所属。

## 経歴
浜松市立佐藤小学校卒、浜松市立丸塚中学校卒、静岡県立浜松東高等学校営業科卒、大阪芸術大学芸術学部舞台芸術学科卒。
大学時代に当時学生劇団だった劇団☆新感線に参加。
卒業後の1985年、鴻上尚史主宰の劇団第三舞台に参加。2011年の解散公演までほぼ全ての作品に参加した。
1997年から出演した「踊る大捜査線シリーズ」の新城賢太郎役で大きく知名度を上げ、
以降俳優業のほか、バラエティ番組の司会などでも活躍するようになる。

## 人物
大学時代には少林寺拳法部に所属。副主将 中拳士三段。パンチパーマに髭という外見であった。
また、普通自動車、1級小型船舶、大型自動二輪の免許を持っている。
踊る大捜査線ではクールで冷徹なキャラを演じたが、実際の筧は役柄とは正反対の明るいキャラクターであり、俳優とは思えないボケをかますこともある。めちゃ×2イケてるッ!に新城の衣装で出演した際は『ゲストだからだ』と言い訳してボケまくり加藤浩次に叩かれる場面もあった。

## 受賞歴
- 1987年：第22回 紀伊国屋演劇賞 団体賞 第三舞台一同
- 1988年：初日通信大賞 助演男優賞
- 1991年：第29回 ゴールデンアロー賞 演劇賞 第三舞台一同
- 1992年：第7回 高崎映画祭 最優秀新人賞【寝盗られ宗介】
- 2005年：第30回 菊田一夫演劇賞 大賞【Miss Saigon】スタッフ・出演者一同
- 2015年：第39回 モントリオール世界映画祭 World Greats 部門正式招待【THE NEXT GENERATION パトレイバー首都決戦】
- 2018年：第42回 モントリオール世界映画祭 Focus on World cinema 部門正式招待【第二警備隊】The Second Security Unit
- 2018年：ロンドン・フィルムメーカー国際映画祭 最優秀主演男優賞ノミネート【第二警備隊】The Second Security Unit
- 2018年：ニース国際映画祭 最優秀主演男優賞ノミネート【第二警備隊】The Second Security Unit

## 出演

### テレビドラマ
- 結婚物語（1987年、日本テレビ）
- 奇妙な出来事（フジテレビ）
  - 「笑いの天才」（1990年）
- 世にも奇妙な物語（フジテレビ）
  - 「楊貴妃の双六」(1990年) - 渡辺正一 役
  - 「見たら最期」（1992年） - 主演・杉山次郎 役
- ホームワーク（1992年、TBS） - 古川茂雄 役
- 大河ドラマ（NHK総合）
  - 琉球の風（1993年） - 茶屋四郎次郎清次 役
  - 龍馬伝（2010年） - 三吉慎蔵 役
  - おんな城主 直虎（2017年1月） - 中野直由 役[3]
- 泣きたい夜もある（1993年、TBS）
- ドラマ新銀河（NHK総合）
  - いつか花嫁（1993年）- 篠田英明 役
- 金曜エンタテイメント・顔に降りかかる雨 （1994年5月、フジテレビ） - 山崎龍太 役
- 部屋においでよ（1995年、TBS）　- 今泉一也 役
- 踊る大捜査線シリーズ（フジテレビ） - 新城賢太郎 役
  - 踊る大捜査線 歳末特別警戒スペシャル（1997年）
  - 湾岸署婦警物語 初夏の交通安全スペシャル （1998年）
  - 踊る大捜査線 秋の犯罪撲滅スペシャル （1998年）
- 月の輝く夜だから（1997年、フジテレビ）　-　田村 役
- 連続テレビ小説 (NHK総合)
  - 「あすか」（1999年 - 2000年） - 日高秀明 役
  - 「とと姉ちゃん」（2016年） - 水田国彦 役
- バカヤロー!1999 ニッポン人の怒り爆発 ストレス解消3連発 「セクハラでから騒ぎするな!」（1999年9月26日、日本テレビ）
- フードファイト（2000年、日本テレビ） - 如月鋭 役
- 愛をください（2000年、フジテレビ） - 柿崎保 役
- やまとなでしこ（2000年、フジテレビ） - 粕屋紳一郎 役
- 女と愛とミステリー「刑法第三十九条 フラッシュ・バック」（2001年2月、テレビ東京） - 名越正徳 役
- ルーキー!（2001年4月 - 2001年6月、関西テレビ） - 北見哲平 役
- 壬生義士伝〜新選組でいちばん強かった男〜（2002年、テレビ東京） - 坂本龍馬 役
- 恋セヨ乙女（2002年、NHK総合） - 倉沢克宏 役
- 女と愛とミステリー・ミイラが呼んでいる（2002年、テレビ東京） - 長山作治 役
- Dr.コトー診療所シリーズ（フジテレビ） - 和田一範 役
- もっと恋セヨ乙女（2004年、NHK総合） - 倉沢克宏 役
- 金曜エンタテイメント・おかしな二人 伊豆・天城越えオネエ旅 女郎蜘蛛伝説殺人事件（2005年、フジテレビ） - 主演・田所光平 役
- 女刑事みずき〜京都洛西署物語〜（2005年、テレビ朝日） - 熊沢直也 役
- 病院のチカラ〜星空ホスピタル〜（2007年4月7日 - 2007年5月12日、NHK総合） - 角倉明 役
- ファイブ（2008年1月5日、NHK総合） - 辰巳正治役
- 新春スペシャルドラマ・となりのクレーマー（2008年1月6日、東海テレビ） - 主演・真壁禄郎 役
- 交渉人〜THE NEGOTIATOR〜シリーズ（テレビ朝日） - 木崎誠一郎 役
- 金曜プレステージ・事件記者〜警視庁記者クラブ〜（2008年9月12日、フジテレビ） - 久住俊介 役
- 臨月の娘（2010年3月6日、テレビ朝日） - 主演・梅村省三 役
- 土曜ワイド劇場（テレビ朝日）
  - 鉄道捜査官 第12作 - 最終作（19話）（2011年4月30日 - 2021年8月2日） - 野川一郎課長 役
  - 司法教官・穂高美子（2011年9月3日 -	2017年10月1日） - 小宮譲 役
- NHK北九州放送局・開局80周年記念福岡発地域ドラマ・オヤジバトル!（2012年2月11日、NHK福岡放送局） - 主演・前田敏之 役
- よる★ドラ・恋するハエ女（2012年、NHK総合） - 八重樫修治 役
- 金曜ロードSHOW!・最高のおもてなし（2014年2月28日、日本テレビ） - 播磨秀俊 役
- ボーダーライン（2014年、NHK総合） - 蔭山陽平 役
- プレミアムドラマ・ボクの妻と結婚してください。（2015年、NHK BSプレミアム） - 立木宏 役
- ナポレオンの村 第5話（2015年9月6日、TBS） - 岩田正樹 役
- 死幣-DEATH CASH-（2016年7月14日 - 9月15日、TBS） - 財津太一郎 役
- キャバすか学園（2016年10月30日、日本テレビ / 2018年8月2日、MONDO TV） - 西園寺景虎 役
- 藤沢周平 新ドラマシリーズ 第二弾 橋ものがたり 小さな橋で（2017年9月18日、BSスカパー!） - 銀平 役
- 子規・漱石 生誕150年記念 南海放送オリジナルテレビドラマ・赤シャツの逆襲（2017年11月24日、南海放送 以降全国多数局） - 夏目漱石 役
- 連続ドラマW イアリー 見えない顔（2018年8月4日 - 9月8日、WOWOW）- 石田隆二 役
- 遙かなる山の呼び声（2018年11月24日、NHK BSプレミアム） - 虻田太郎 役
  - 続 遙かなる山の呼び声（2022年9月17日、NHK BSプレミアム）[4]
- 永遠のニㇱパ 〜北海道と名付けた男 松浦武四郎〜（2019年7月15日、NHK総合） - 阿部正弘 役
- 教場（2020年1月4日・5日、フジテレビ） - 植松貞行 役
- 未解決の女 警視庁文書捜査官 Season2 第6話･最終話（2020年9月10日･17日、テレビ朝日）- 小野塚吾郎 役
- 今日からヒットマン（2023年10月27日 - 、テレビ朝日） - 丸メガネ 役[5]
- 永遠についての証明（2025年3月20日、NHK BS8K） - 平賀寿彦 役[6]

### ウェブドラマ
- 逃亡料理人ワタナベ（2019年3月23日 - 5月25日、ひかりTV） - 刑事 役[7]

### 映画
- モンゴリアンBBQ（1990年） - 主演・蓮沼健 役
- はいすくーる仁義（1991年） - 主演・安芸情二 役
  - はいすくーる仁義2 たいへんよくできました。(1992年）
  - はいすくーる仁義外伝 地を這う者 (1994年）
  - はいすくーる仁義√3 さらば情二 (1994年）
- 寝盗られ宗介 (1992年） - ジミー 役
- これがシノギや!（1994年） - 主演・湊真一役
- 大夜逃 〜夜逃げ屋本舗3〜（1995年、東宝） - 成瀬隼人 役
- 踊る大捜査線シリーズ - 新城賢太郎 役
  - 踊る大捜査線 THE MOVIE（1998年、東宝）
  - 踊る大捜査線 THE MOVIE 2 レインボーブリッジを封鎖せよ!（2003年、東宝）
  - 容疑者 室井慎次（2005年、東宝)
  - 踊る大捜査線 THE FINAL 新たなる希望（2012年、東宝）
  - 室井慎次 敗れざる者 / 室井慎次 生き続ける者（2024年、東宝）
- スペーストラベラーズ（2000年、フジテレビジョン・東映・ROBOT） - 深浦巧一 / ホイ 役
- 破線のマリス（2000年）
- カラフル（2000年）
- DRIVE（2001年）
- ドッジGO!GO!（2002年、アミューズピクチャーズ) - 主演・入江新一郎 役
- 巌流島 GANRYUJIMA（2003年）
- 釣りバカ日誌15 ハマちゃんに明日はない!?（2004年、松竹) - 福本哲夫 役
- red letters（2006年）
- 22才の別れ Lycoris 葉見ず花見ず物語（2007年、角川) - 主演・川野俊郎 役
- キャプテン（2007年） - 谷口茂夫 役
- 昴-スバル-（2009年） 日中合作映画 - 天野 役
- 交渉人 THE MOVIE タイムリミット高度10,000mの頭脳戦（2010年） - 木崎誠一郎 役
- アンダンテ 〜稲の旋律〜（2010年） - 広瀬晋平 役
- ボックス!（2010年）
- RAFT（2010年） - 主演
- THE NEXT GENERATION -パトレイバーシリーズ
  - THE NEXT GENERATION パトレイバー（2014年-2015年） 連続短編シリーズ作品(全7章) - 後藤田継次 役
  - THE NEXT GENERATION パトレイバー首都決戦 （2015年） - 主演・後藤田継次 役
- 第二警備隊（2018年） - 主演・大崎恵二 役
- 女子校生探偵あいちゃん (2018年3月17日) - NMBのMG:柴田光太郎 役[8]
- 血ぃともだち（2019年製作、2022年2月5日公開）- 伴新九郎 役
- 鋼の錬金術師シリーズ - フー 役
  - 鋼の錬金術師 完結編 復讐者スカー（2022年）[9]
  - 鋼の錬金術師 完結編 最後の錬成（2022年）[9]
- Dr.コトー診療所（2022年） - 和田一範 役[10]
- 近江商人、走る!（2022年12月30日、ラビットハウス） - 伊左衛門 役[11]

### 舞台
- 第三舞台の公演に多数出演
- 飛龍伝'90 ～殺戮の秋～ （1990年）
- 飛龍伝'92 ～ある機動隊員の愛の記録～ （1992年）
- ガラスの動物園 （1993年）
- 飛龍伝'94 ～いつの日か白き翼にのって～ （1994年）
- 野田地図 贋作・罪と罰 （1995年）
- 劇団☆新感線 西遊記 〜PSY U CHIC〜 （1999年） - 主演
- ララバイまたは百年の子守歌 （2000年） - 主演
- The Kiss of an Invisible Man ～透明人間の蒸気～ （2002年） - 主演
- つかこうへいダブルス2003「幕末純情伝」「飛龍伝」 - 主演
- ミス・サイゴン （2004年・2008年・2014年） - エンジニア 役 - 主演 ※ 2014年は市村正親の降板による代役[12]
- エビ大王 （2005年） - 主演
- 何日君再来 ～イツノヒカキミカエル～ （2007年） - 主演
- す・け・だ・ち （2007年） - 主演
- 広島に原爆を落とす日 （2010年） - 主演
- じゃじゃ馬馴らし （2010年） - ペトルーチオ 役
- 劇団第三舞台解散公演 深呼吸する惑星 （2011年）
- 飛び加藤 ～幻惑使いの不惑の忍者～ （2012年） - 主演
- テイキングサイド ～ヒトラーに翻弄された指揮者が裁かれる日～ （2013年）  - 主演
- JAM TOWN （2016年） - 主演[13]
- 京の螢火 （2017年） - 伊助 役[14]
- ミュージカル「深夜食堂」（2018年） - 主演・マスター 役[15]
- 桂米朝五年祭 喜劇 「なにわ夫婦八景 米朝・絹子とおもろい弟子たち」 (2020)  - 桂米朝 役
- ミュージカル　A CLASS ACT  (2024)  - Edward Kleban  -  主演

### テレビアニメ
- リトル・チャロ〜東北編〜（2012年、NHK Eテレ） - ナレーション

### 劇場アニメ
- 茄子 アンダルシアの夏（2003年） - アンヘル 役
- チベット犬物語 〜金色のドージェ〜（2012年） - ラクパ 役

### ゲーム
- アナザー・マインド（1998年、スクウェア） - 桐原育夫 役

### プロモーションビデオ
- より子「忘れられた桜の木」

### ラジオドラマ
- 青春アドベンチャー（NHK-FM）
  - 紅はこべ（1994年1月24日 - 2月11日 - サー・パーシー・ブレイクニー 役[16]
  - 羽州ぼろ鳶組シリーズ -  主演・松永源吾 役
    - 火喰鳥 羽州ぼろ鳶組（2018年7月23日 - 8月3日）[17]
    - 夜哭烏 羽州ぼろ鳶組（2019年9月16日 - 27日）[18]
    - 鬼煙管 羽州ぼろ鳶組（2020年10月19日 - 30日）[19]
    - 菩薩花 羽州ぼろ鳶組（2021年11月15日 - 26日）[20]
    - 夢胡蝶 羽州ぼろ鳶組（2022年10月17日 - 28日）[21]
    - 玉麒麟 羽州ぼろ鳶組（2023年6月5日 - 16日）[22]
    - 襲大鳳 羽州ぼろ鳶組（2024年3月25日 - 4月12日）[23]
- 年忘れ青春アドベンチャー（NHK-FM）
  - タイガーにしなさい！（1997年12月15日 - 19日）[24]
  - 「卯」の音も出ない！（1998年12月21日 - 24日）[25]
- ラジオドラマ「ストリッパー物語」（2018年6月11日、ニッポン放送） - シゲ 役[26]
- FMシアター（NHK−FM）
  - オアシス（2025年4月26日） - 森田宏保 役[27]

### ラジオ
- 筧利夫のスタンド・バイ・ミーが聞こえてくる（2002年10月 - 2004年3月、TOKYO FM） - DJ

### 音楽
- 秋元康 プロデュース マキシシングルCDデビュー（2001年10月24日）
- ソニー・ミュージックハウス [MHCL47]
- 「シャバダ ダバダ」 TRACK 1 / 筧利夫・藤谷美和子
- 「おまえにビリビリ」TRACK 2 / 筧利夫

### 書籍
- 『筧利夫 〜わしは、おさるさん。〜』二見書房
- 『群れずに生きる ワンテーマ21』角川書店

### バラエティ
- IQエンジン（1989年1月 - 9月、フジテレビ）
- THEチャンプ!（日本テレビ番組宣伝番組） - MC
- LIVE!LOVE!EVE!（BS-i） - 水曜日MC
- 映画大王 Movie Tycoon（BSフジ） - MC
- イカロスの翼（関西テレビ） - MC
- 胸さわぎの土曜日（2001年4月 - 9月、フジテレビ）
- トリセツ（2002年4月 - 2003年3月、テレビ朝日） - ナビゲーター
- タレコミ（2002年4月 - 2003年9月、テレビ東京） - MC
- BB-WAVE.tv 〜勝利の方程式〜（2002年4月 - 2003年3月、テレビ東京） - ナビゲーター
- ザ・ベストテン2003（2003年12月30日、TBS） - MC
- あなたも挑戦!ことばゲーム（2004年 - 2005年3月、NHK総合） - 白組キャプテン
- 少年チャンプル（2004年4月 - 2005年7月、中京テレビ） - MC
- メディア見たもん勝ち!ゼルマ（フジテレビ） - MC
- 女優魂（2005年7月 - 2006年9月、中京テレビ） - MC
- カルチャーSHOwQ〜21世紀テレビ検定〜（2007年4月 - 2009年3月、tvk・東名阪ネット6） - MC
- 名曲探偵アマデウス（2008年4月 - 2012年3月、NHK BShi→BSプレミアム） - 天出臼夫 役
- 絶対に笑ってはいけない地球防衛軍24時（2013年12月31日、日本テレビ） - 営業マン 役
- ZIP!（2011年4月 - 2014年3月27日、日本テレビ） - 木曜日MC
- 筧利夫のサタ☆ハピ!しずおか（2015年4月 - 2016年3月、静岡朝日テレビ） - MC
- 古舘トーキングヒストリー 〜戦国最大のミステリー 本能寺の変、完全実況〜（2018年1月6日、テレビ朝日） - 織田信長 役[28]
- 健康カプセル!ゲンキの時間（2019年4月7日 - 、CBCテレビ） - MC

### CM
- トヨタ自動車 ノア（2001年 - 2004年）
- ハウス食品「さわやか吐息」（2001年8月7日 - 2003年3月31日）
- 大正製薬
  - ダマリンシリーズ（2002年6月 - 2005年）
  - プリザエース注入軟膏（2002年7月 - 2005年）
- ウィルコム（2007年）
  - 筧 オムニバス編
  - 筧 夜編
- 日本たばこ産業 キャビンマイルド
- クロレッツ（2007年）
  - タクシー編
- サッポロビール
  - エビス（2006 - 2007年）
  - プレミアムアルコールフリー（2011年）
- サントリー マグナムドライ（1999年 - 2000年頃）
- 富士フイルム アスタリフト - ナレーション
- 第一三共 「アストラゼネカ 逆流性食道炎〜呑酸篇〜」（2011年）
- フィリップス ソニッケアー
- メガネスーパー
- 静岡県観光誘致事業協議会（2015年）
- 日本サプリメント

### ナレーター
- NHKスペシャル 被爆治療83日間の記録 〜東海村臨界事故〜（2001年5月13日、NHK）